# Sorrento
Sorrento (/səˈrɛntoʊ/, Talijanski izgovor: [sorˈrɛnto]; Napolitanski izgovor: [sorˈrɛntə]; lat. Surrentum) je grad s pogledom na Napuljski zaljev u južnoj Italiji. Popularno je turističko odredište, a nalazi se na sorentinskom poluotoku na jugoistočnom kraju željezničke linije Circumvesuviana, i lako je dostupan iz Napulja i Pompeja. Grad je nadaleko poznat po svojim malim radnjama za keramiku, čipku i intarziju (drvo).
Sorrentinski poluotok ima pogled na Napulj, Vezuv i otok Capri. Amalfi Drive, koji povezuje Sorrento i Amalfi, uska je cesta duž visokih litica iznad Tirenskog mora.
Trajekti i hidrogliseri povezuju grad s Napuljem, Amalfijem, Positanom, Caprijem i Ischiom.
Limoncello, digestiv od limunove kore, alkohola, vode i šećera, proizvodi se u Sorrentu uz agrume, vino, orašaste plodove i masline.

## Povijest

### Porijeklo
Rimski naziv za Sorrento bio je la. Surrentum. Od 8. stoljeća prije Krista na tom je području bila prisutna zajednica autohtonih sela, koja su bila prijelazna točka za etruščanski promet. Nakon toga, područje je palo u ruke Osca, koji su tamo imali važan utjecaj, zapravo najstarije ruševine Surrentuma su Oscan, koje datiraju iz otprilike 600. pr. Kr.
Prije nego što je došao pod vlast Rimske republike, Surrentum je bio jedan od gradova podložnih Nuceriji i dijelio je njezino bogatstvo sve do Savezničkog rata; čini se da se pridružio ustanku 90. pr. Kr. poput Stabiae ; i smanjena je na poslušnost sljedeće godine, kada je izgleda dobila status kolonije.
U Surrentumu su pronađeni brojni grobni natpisi carskih robova i oslobođenika. Natpis pokazuje da je Tito u godini nakon potresa 79. godine obnovio horologij (sat) grada i njegov arhitektonski ukras. Slična obnova nepoznate građevine u Napulju iste godine zabilježena je na natpisu iz posljednjeg grada.
Najvažniji hramovi Surrentuma bili su hramovi Atene i Sirena (potonji jedini u grčkom svijetu u povijesno doba); prvi je dao ime rtu. U antici je Surrentum bio poznat po svom vinu (naranče i limuni koji se tamo danas naširoko uzgajaju još nisu bili uvedeni u Italiju u antici), ribi i crvenim kampanskim vazama; otkriće novca Massilije, Galije i Balearskih otoka ovdje ukazuje na opsežnu trgovinu koja se odvijala.
Položaj Surrentuma bio je vrlo siguran, zaštićen dubokim klancima. Jedina iznimka od njegove prirodne zaštite bilo je 300 metara na jugozapadu gdje je bio branjen zidinama, čiju liniju nužno prate one modernog grada. Raspored modernih ulica čuva onaj antičkog grada, a raspored zidinama koje dijele ravnicu na istoku, čini se, na sličan način potječe iz rimskog doba. Sada nema sačuvanih ruševina u samom gradu, ali postoje mnogi ostaci u četvrti vila istočno od grada na cesti za Stabiae, čiji tragovi još uvijek postoje, koji se protežu mnogo više od današnje ceste, preko planine.
Na mjestu jednog od najvećih (koji je vjerojatno pripadao carskoj kući) sada se nalazi hotel Vittoria, ispod čije je terase 1855. godine pronađeno malo kazalište; drevni tunel uklesan u stijenu spušta se odavde do obale. Ostaci drugih vila mogu se vidjeti, ali najvažnija ruševina je rezervoar (podzemnih) akvadukta neposredno izvan grada na istoku, koji je imao ne manje od dvadeset sedam komora svaka oko 270 za 60 cm. Pronađene su i grčke i oskanske grobnice.
Još jedno predgrađe ležalo je ispod grada i na rtu zapadno od njega; ispod hotela Sirena su supstrukcije i uklesani tunel. Sjeverozapadno na Capo di Sorrento nalazi se još jedna vila, takozvana Bagni della Regina Giovanna, s kupalištima, a u zaljevu na jugozapadu bila je vila Polija Feliksa, Stacijeva prijatelja, koju on opisuje u Silvae ii. 2, čiji ostaci još postoje. Dalje prema zapadu opet su vile, sve do hrama Atene na rtu nazvanom po njoj na kraju poluotoka (sada Punta Campanella ). Ni o ovome ni o poznatom hramu sirena nema nikakvih tragova.
U mitologiji, prema grčkom povjesničaru Diodoru Sikulskom, Sorrento je osnovao Liparus, Ausonov sin, koji je bio kralj Ausona i sin Uliksa i Kirke. Drevni grad vjerojatno je povezan s plemenom Ausoni, jednom od najstarijih etničkih skupina na tom području. U predrimskom dobu, Sorrento je bio pod utjecajem grčke civilizacije: to se može vidjeti u njegovoj tvornici iu prisutnosti Athenaiona, velikog svetišta, koje je također, prema legendi, utemeljio Uliks i izvorno posvećeno kultu sirena, otuda i Sorrentovo ime.

### Srednji vijek i novo doba
Sorrento je postao nadbiskupijom oko 420. godine. Nakon pada Zapadnog Rimskog Carstva, njime su zavladali Ostrogoti, a potom je vraćen Bizantu. Langobardi, koji su u drugoj polovici 6. stoljeća osvojili veliki dio južne Italije, neuspješno su ga opsjedali.
U sljedećim je stoljećima izblijedio autoritet dalekog Bizantskog Carstva; u početku dio uglavnom neovisnog Napuljskog vojvodstva, kasnije je Sorrento postao autonomno vojvodstvo u 9. stoljeću. Borio se protiv susjednog/suparničkog Amalfija, Saracena i obližnjih lombardijskih vojvodstava, kao što je Vojvodstvo Benevento, čije su ga snage opsjele 839., iako se Sorrento mogao oduprijeti uz pomoć Napulja. Sorrentinske snage sudjelovale su u protusaracenskim ligama u bitkama kod Licose (846.) i Ostije (849.). Vojvodstvom su upravljale ličnosti koje je birao narod, a koje su od bizantskog cara dobivale počasne titule.
Godine 1035. grad je preuzeo Guaimar IV. od Salerna, koji ga je dao svom bratu Guyu. Nakon kratkog povratka pod Napuljsko vojvodstvo, vratio se u ruke Langobarda s Gisulfom II. od Salerna ; kada je potonji poražen od Roberta Guiscarda, Sorrento je ušao u normansku sferu utjecaja: svaka preostala neovisnost okončana je 1137. kada ga je osvojio Roger II od Sicilije i pripojio ga Kraljevstvu Sicilije.
Dana 13. lipnja 1558. opljačkali su ga dijelovi osmanske mornarice pod zapovjedništvom Draguta i njegovog poručnika Pialija, kao dio borbe između Turaka i Španjolske, koja je u to vrijeme kontrolirala južnu polovicu Italije. Navodno je odvedeno 2000 zarobljenika. Ta se borba vodila diljem Sredozemlja i trajala je desetljećima. Napadači nisu bili "pirati" kako se često opisuje, iako su neki možda bili plaćenici iz Sjeverne Afrike. Pohodi su vođeni po izravnoj naredbi sultana Sulejmana. Napad je doveo do izgradnje nove linije zidova. Najupečatljiviji događaj sljedećeg stoljeća bio je ustanak protiv španjolske dominacije 1648. godine, koji je vodio Giovanni Grillo. Godine 1656. kuga je pogodila grad. Međutim, Sorrento je ostao jedno od najvažnijih središta južne Kampanije.
Sorrento je ušao u Napuljsku Republiku 1799., ali uzalud.
U 19. stoljeću gospodarstvo grada značajno napreduje, pogodovano razvojem poljoprivrede, turizma i trgovine. Ruta koja povezuje Sorrento s Castellammare di Stabia otvorena je za vrijeme vladavine Ferdinanda II. (1830.–1859.). Godine 1861. Sorrento je službeno pripojen novoj Kraljevini Italiji. Sljedećih godina potvrdio je i povećao svoj status jedne od najuglednijih turističkih destinacija Italije, što se nastavilo iu 20. stoljeću. Poznate osobe koje su ga posjetile su Lord Byron, Keats, Goethe, Friedrich Nietzsche, Henrik Ibsen i Walter Scott.

## Utvrde i dvorci
Budući da je zbog svog bogatstva bio  žrtva brojnih napada gusara, u Sorrentu su se u prošlosti izgradili brojni dvorci i utvrde, posebno na pojasu zemlje koji se proteže uz more.

## Sorrento, legende i mitovi
Mit o sirenama  Arhivirana inačica izvorne stranice od 8. kolovoza 2022. (Wayback Machine) labavo je povezan sa Sorrentom od antike. Tri sirene smjestile su se u blizini Punta Campanella očaravajući moreplovce koji su plovili tim vodama.

## Plaža kraljice Giovanne
Plaža u blizini prirodnog bazena  Arhivirana inačica izvorne stranice od 8. kolovoza 2022. (Wayback Machine) Sorrento u blizini ljetne rezidencije istoimenog vladara. Priča se da je kraljica Giovanna d'Angiò ugodno provela svoje ljetne praznike u Sorrentu. Imajući mnogo ljubavnika, udovoljavala im je upravo na ovoj plaži. Nakon što ih je iskoristila, dala ih je utopiti svojim vojnicima.

## Obredi Velikog tjedna
Dvije glavne procesije koje se održavaju u Sorrentu na Veliki petak su procesija Gospe Žalosne (ili "Pohod u grobove"), koju organizira časna Arciconfraternita od svete Monikeref>Arciconfraternita di Santa Monica. Arciconfraternitadisantamonica.com. Inačica izvorne stranice arhivirana 20. travnja 2024. Pristupljeno 11. srpnja 2017.</ref> i procesija raspetog Krista, u organizaciji časnog Arciconfraternita od smrti.

## Geografija

### Klima
Sorrento ima sredozemnu klimu (Köppenova klasifikacija klime Csa). s blagim, vlažnim zimama i toplim, suhim ljetima. Blaga klima i plodnost Napuljskog zaljeva učinili su regiju poznatom u rimsko doba, kada su carevi poput Klaudija i Tiberija ljetovali u blizini. Temperature mogu doseći i 29 °C u travnju, kao što se dogodilo 2013.

## Kultura
Sorrento su posjetili Lord Byron, John Keats, Johann Wolfgang von Goethe, Charles Dickens, Richard Wagner, Henrik Ibsen i Friedrich Nietzsche. Sorrento je rodno mjesto pjesnika Torquata Tassa, autora Gerusalemme Liberata. Grad je opjevan u pjesmi s početka 20. stoljeća " Torna a Surriento " (Vrati se u Sorrento) s stihovima Giambattiste De Curtisa, brata skladatelja pjesme, Ernesta De Curtisa.
Dvadesetih godina prošlog stoljeća u Sorrentu je živio poznati sovjetski pisac Maksim Gorki.
Pjesme u kojima je Surrento istaknuto su uključivale "Torna a Surriento" i "Caruso", pjesmu koju je u Sorrentu, u ljeto 1985., skladao bolonjski kantautor Lucio Dalla, čije su pedesetogodišnje veze sa Sorrentom opisane u roman sorentinskog pisca Raffaelea Laura pod nazivom "Caruso The Song - Lucio Dalla i Sorrento", koji je objavljen u prosincu 2014.
Lokalni nogometni tim je Football Club Sorrento koji igra na Stadio Italia, a trenutno igra u Eccellenza Campania talijanske nogometne lige.

## Glavne znamenitosti
- Amalfijska obala
- Marina Grande, luka Sorrenta
- Marina Piccola, mala luka Sorrenta
- Park Villa communale s pogledom na Napuljski zaljev s vulkanom Vezuvom
- Piazza Tasso, središnje mjesto u Sorrentu
- Uspinjača Sorrento (1883.-1886.), ostaci nefunkcionalne uspinjače koja se spuštala od hotela Vittoria
- Museo della tarsia lignea ( intarzija)
- Muzej Correale (Museo Correale di Terranova), muzej s malim arheološkim odjelom[15]
- Via San Cesareo, glavna trgovačka ulica Sorrenta
- Katedrala u Sorrentu (katedrala Santi Filippo e Giacomo), iz 14. stoljeća s fasadom rekonstruiranom 1924. Građena je tijekom vremena u različitim stilovima, s vratima iz 11. stoljeća iz Konstantinopola[16]
- Crkva Santi Felice e Baccolo [it]
- Samostan svetog Frančeska, 14. stoljeće
- Rimske ruševine u Punta del Capo
- Vallone dei Mulini (Dolina mlinova)

## Prijevoz
Sorrento je  trajektom i hidrogliserom povezan s Napuljem i Caprijem, kao i brodskim uslugama iz luka Napuljskog zaljeva i Sorrentinskog poluotoka. S Napuljem je povezan preko dvije luke, Mergellina i Molo Beverello. Sorrento je povezan s Napuljem željezničkom linijom Circumvesuviana. Friends of Sorrento ima pojedinosti o autobusima koji prometuju u Sorrento.

### Zračne luke
Najbliže zračne luke su:
- Napoli-Capodichino (NAP) 53 km
- Salerno-Pontecagnano (QSR) 75 km

## Značajni ljudi
- Antonin iz Sorrenta (555. ili 556. – 625.), talijanski opat, pustinjak i svetac
- Sveti Bakulo iz Sorrenta (7. st.), čašćen kao biskup Sorrenta
- Nardo Mormile (umro 1493.), rimokatolički prelat, nadbiskup Sorrenta 1480.–1493.
- Antonije Agelije (1532. u Sorrentu – 1608.), biskup Acerna i teatinski član
- Torquato Tasso (1544. – 1595.), talijanski pjesnik[18] iz 16. stoljeća
- Giuseppe Agellio (1570. u Sorrentu – nakon 1620.), talijanski slikar baroka
- Giacomo di Castro ( c. 1597. u Sorrentu – 1687.), talijanski barokni slikar
- Sylvester Shchedrin (1791. – 1830. u Sorrentu), ruski slikar pejzaža, emigrirao je u Italiju 1818.
- Edoardo De Martino CVO (1838. Meta di Sorrento – 1912.) talijansko-britanski slikar, uglavnom aktivan u Londonu, slikao je ratne brodove i pomorske bitke
- Bonaventura Gargiulo (1843. – 1904.), talijanski fratar kapucin, urednik i izdavač te biskup rimokatoličke biskupije San Severo
- Friedrich Nietzsche (1844–1900), njemački filozof, boravio je u Sorrentu šest mjeseci 1876. godine. Tamo je napisao Human, All Too Human
- Maksim Gorki (1868.–1936.), ruski i sovjetski književnik, utemeljitelj socrealističke književne metode i politički aktivist, peterostruki kandidat za Nobelovu nagradu za književnost. Živio je u Sorrentu tijekom svog drugog egzila od 1921. do 1928
- Aniello Califano (1870. u Sorrentu – 1919.), talijanski pjesnik i pisac, autor napuljskih pjesama
- Pasquale Troise (1895., u selu Minori – 1957.), mandolinist i glazbenik, djelovao u Engleskoj od 1920-ih.
- Enrico Garff (rođen 1939.), talijanski portretist i kolorist, radio je u Positanu, Sorrentu, Rimu, na Siciliji te u Švedskoj i Finskoj
- Raffaele Lauro (rođen 1944. u Sorrentu), političar i pisac[19][20][21]

## Gradovi blizanci – gradovi pobratimi
Sorrento je pobratimljen sa:
- Dubrovnik, Hrvatska
- Eilat, Izrael
- Kumano, Japan
- Mar del Plata, Argentina
- Nice, Francuska
- San Martino Valle Caudina, Italija
- Santa Fe, SAD
- Skien, Norveška
- Taurasi, Italija
- Sorrento, Australija

## Drugi izvori
- Sorrento . Encyclopædia Britannica (engleski). 11th izdanje. 1911
- Sorrento travel guide from Wikivoyage

## Vanjske poveznice
|  | Zajednički poslužitelj ima još gradiva o temi Sorrento |